# Pseudo-Plutarque
Pseudo-Plutarque est le nom donné à un auteur anonyme à l'origine de plusieurs pseudépigraphes anciennement attribuées à Plutarque, certaines d'entre elles ayant été incluses dans des éditions des Œuvres morales, comme le De fluviis (en).